# Azionista attivista
Un azionista attivista (in inglese "activist shareholder") usa la propria quota azionaria in una azienda per fare pubblicamente pressione sul management. Gli obiettivi degli attivisti possono essere finanziari (richiesta di cambiamenti nella corporate governance, struttura finanziaria, taglio dei costi, acquisto di azioni proprie) o non finanziari (adozione di politiche a favore dell'ambiente, disinvestimento da particolari paesi).
Una quota piccola delle azioni (meno del 10%) può essere sufficiente a lanciare una campagna di successo.
L'attivismo degli azionisti (in inglese "shareholder activism" od "attivismo assembleare") ha acquistato popolarità negli ultimi anni a causa dell'aumento degli stipendi di manager. Esso può avere diverse forme: battaglie sulle deleghe in assemblea (proxy battles), campagne pubbliche o negoziazioni con il management.